# 北川愛里
北川 愛里（きたがわ あいり、 1978年4月25日 - ）は、国連難民高等弁務官事務所（UNHCR）職員。旧姓は山田（やまだ）、元TBSテレビアナウンサー。
千葉県我孫子市出身。我孫子市立我孫子中学校→明治学院高等学校→立教大学文学部卒業。東京大学大学院総合文化研究科修士課程修了。免許・資格は剣道初段、TOEIC（925点）、J-SHINE（小学校英語指導者資格）。
2002年、東京放送（TBS）にアナウンサーとして入社。2012年、TBSテレビを退職し国連難民高等弁務官事務所に勤務。愛称は「アイリーン」。

## 人物・経歴
2002年4月、TBS（現TBSHD）にアナウンサーとして入社（同期は川田亜子）、放送界入り。『はなまるマーケット』のコーナー「アイ・アムレシピ」の司会を務める。
2004年、『はなまる』の制作プロデューサーを務めていた北川雅一と結婚する。
2006年度、全日本テレビ番組製作社連盟賞（ATPテレビグランプリ賞）表彰式式典の司会をNHKアナウンサーの小郷知子と共に務める（両者は、2002年アナウンサーの同期である）。
2008年6月23日午後3時16分、都内の病院で第1子となる男児を出産する。
2009年4月、職場復帰と同時にTBSテレビへ自動転籍。
2010年8月から2011年3月まで、日曜日の17時台後半にTBSのテレビ・ラジオ同時に出演する。
2012年3月、TBSテレビ退社を発表。「人道支援に携わる仕事をしたいと思っています」と、東京大学大学院総合文化研究科への進学を表明した。アナウンサーとして最後の出演となる同年4月1日放送のラジオ『千葉ドリーム!もぎたてラジオ』において、退社および番組降板のあいさつをし、放送界からも引退した。同年11月、国連難民高等弁務官駐日事務所に入職、PI Associate 広報アソシエイトとして難民映画祭等のイベントコーディネート、UNHCR海外勤務職員へのインタビュー、機関誌の執筆、ウェブサイトの企画等も行う。
2013年、東京大学大学院総合文化研究科修士課程を修了。同年9月23日に国連難民高等弁務官事務所の広報担当として『大沢悠里のゆうゆうワイド』に出演している。

## アナウンサー時代の出演番組

### テレビ
- いちばん!（月・火・水曜担当、2002年10月 - 2003年3月）
- はなまるマーケット
- JNNニュースバード内「おは脳」コーナー（ナレーション担当）
- JNNニュース（日曜深夜、2003年4月 - 2005年3月）
- ブロードキャスター（竹内由布子欠席時のニュース担当、2004年10月 - 2005年3月）
- ダブルミリオン（アシスタント、BS-i）
- みのもんたの朝ズバッ!（ニュース担当、2005年4月 - 2006年9月）
- ピンポン!（木・金曜、-2008年3月28日）
- THE NEWS（平日昼、日曜夕方代理キャスター）2009年
- Nスタ（日曜、2010年8月22日 - 2011年3月27日） - 小川知子の産休時に担当
- TBSレビュー（司会進行、不定期）
- デジ屋台
- ズバリ言うわよ! 炎の4時間メッタ斬りSP ズバリ全国女子アナ幸せ白書 （2006年10月3日）
- 美男ですね 第8話（2011年9月2日）
- ひるおび!（リポーター）
- ニュースバード1600（TBSニュースバード、金曜 → 月曜 → 金曜担当。2010年4月2日 - 2012年3月30日）

### ラジオ
- 山田愛里 プレシャスサンデー （2007年10月7日 - 2008年3月30日）
  - こども音楽コンクール
- 荻原次晴のトップ・オブ・エナジー（2009年10月11日 - 2011年10月2日）
- 千葉ドリーム!もぎたてラジオ（2011年7月 - 2012年4月1日）
- TBSラジオニュース（火曜日早朝、遅くとも2011年秋まで）